# Pietro Balestra
Pietro Balestra , nacido hacia 1672 y fallecido después de 1729,  fue un escultor italiano del periodo tardo barroco. 

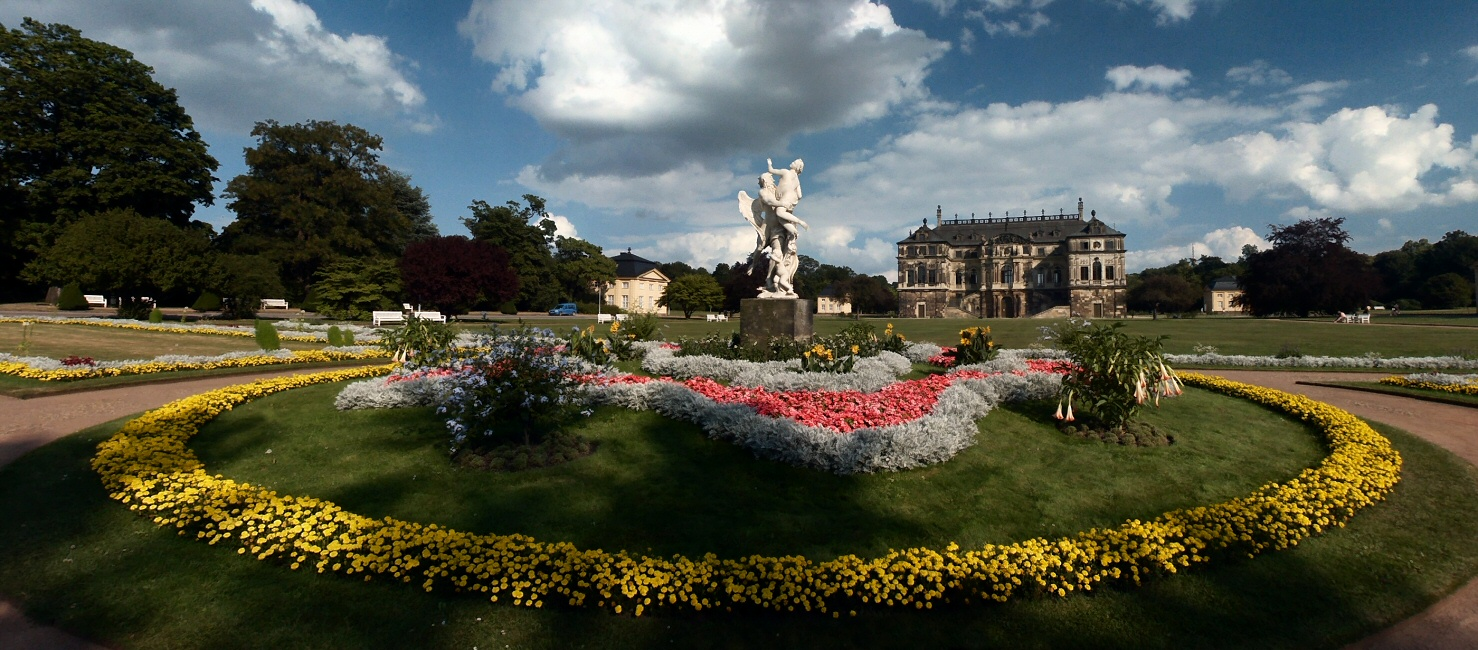
Jardín grande de Dresde.

## Obras
Es conocido por sus mármoles tallados en Dresde, entre ellos están las esculturas  Meleagro atacando a los Caledonios; Venus y Cupido y Bóreas y el rapto de Oritía.

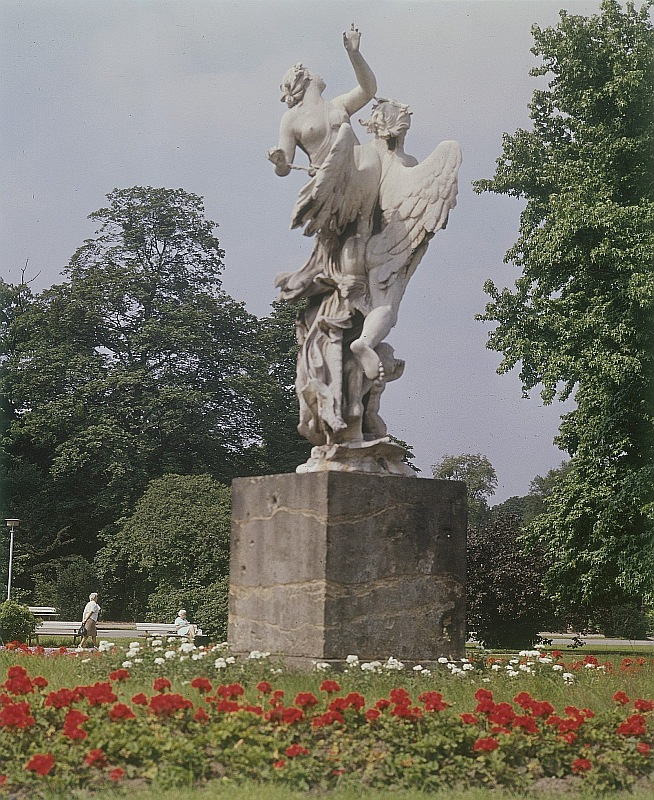
El tiempo raptando a la belleza
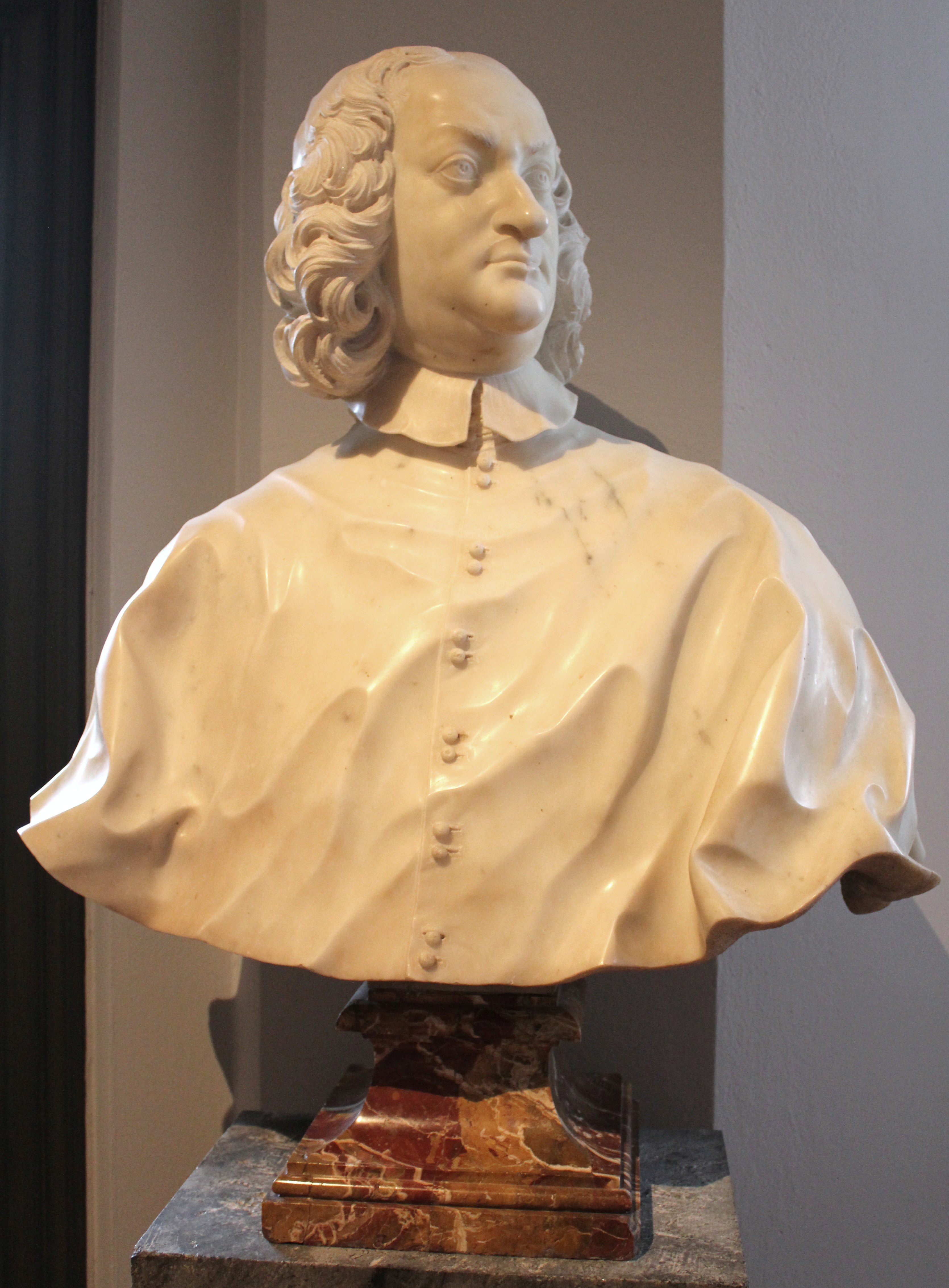
El cardenal Decio Azzolino (hacia  1670).
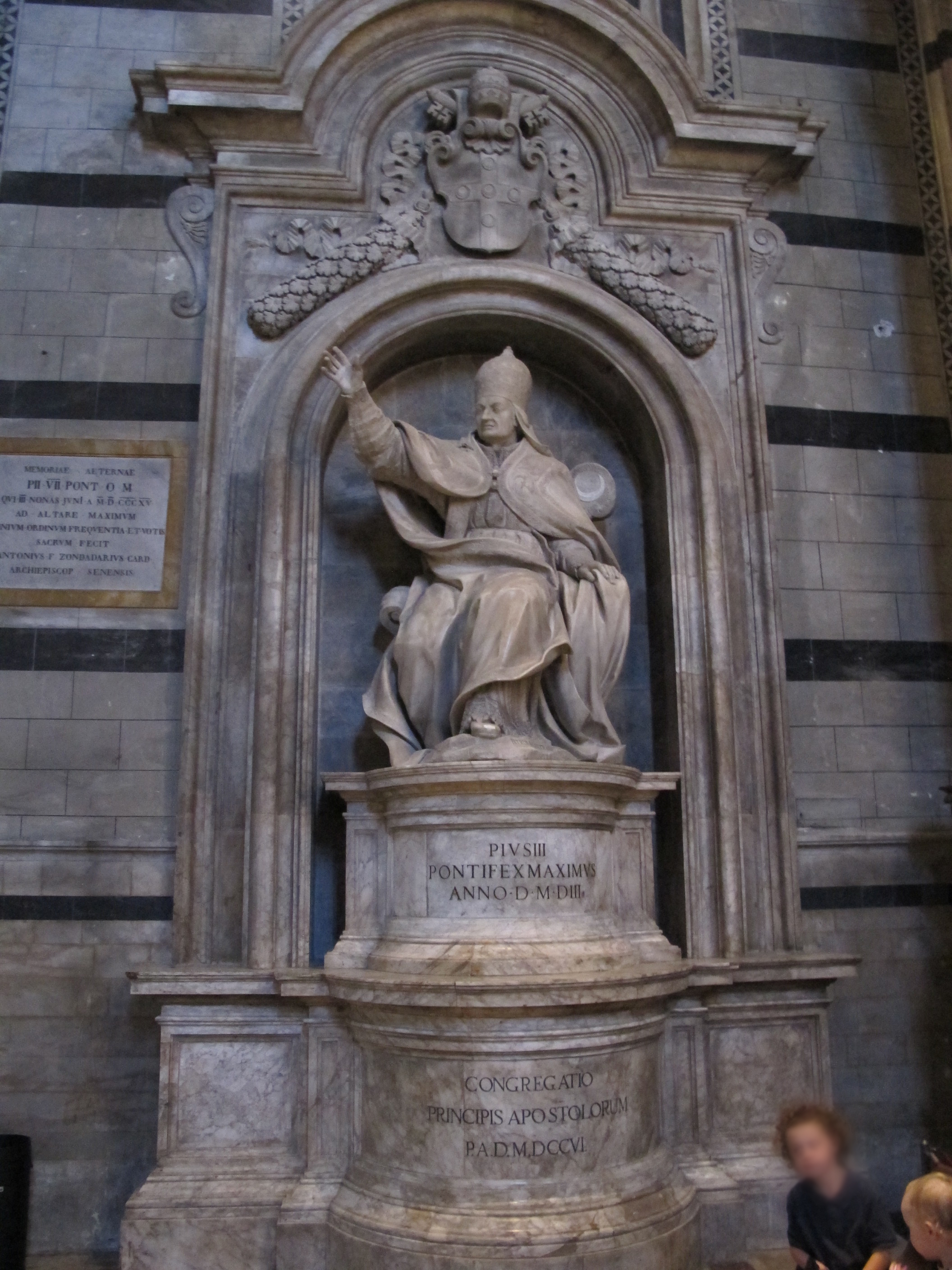
El Papa Pio III  (1703-1706). Interior de la Catedral de Siena.

(pulsar sobre la imagen para ampliar) 